# Наша республиканская партия
Наша республиканская партия (кор. 우리공화당), ранее известная как Партия патриотов Кореи (кор. 대한애국당 Тэхан эгуктан) — консервативная политическая партия крайне правого толка в Республике Корея. Оппозиционная партия страны, поддерживающая экс-президента Пак Кын Хе, смещённую в результате импичмента и приговорённую к 24 годам тюрьмы.